# Knock 'Em Out
Knock 'Em Out è un brano musicale della cantante pop britannica Lily Allen, ispirato dallo slang sottoculturale degli ambienti di Londra. Esso è contenuto nell'album di debutto Alright, Still.